# Highmark Stadium

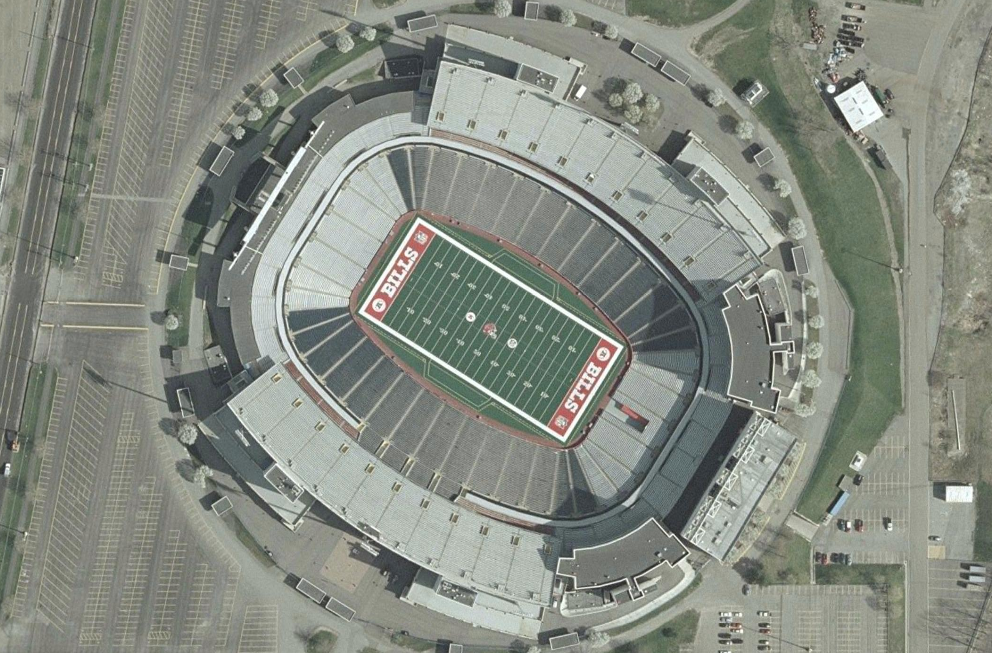
Highmark Stadium

Highmark Stadium is de thuishaven van Americanfootballclub de Buffalo Bills. Het stadion opende zijn deuren op 17 augustus 1973, heeft een capaciteit van 71.608 zitplaatsen en kostte 22 miljoen dollar. Voorheen stond het bekend als het Rich Stadium (1973-1998), Ralph Wilson Stadium (1998-2016), New Era Field (2016-2020) en Bills Stadium (2020-2021).
Het stadion staat in Orchard Park, een buitenwijk van de Amerikaanse stad Buffalo, in de staat New York.
De bijnamen zijn The Swinging Wind en Under-ground.